# Храм Юпитера-хранителя

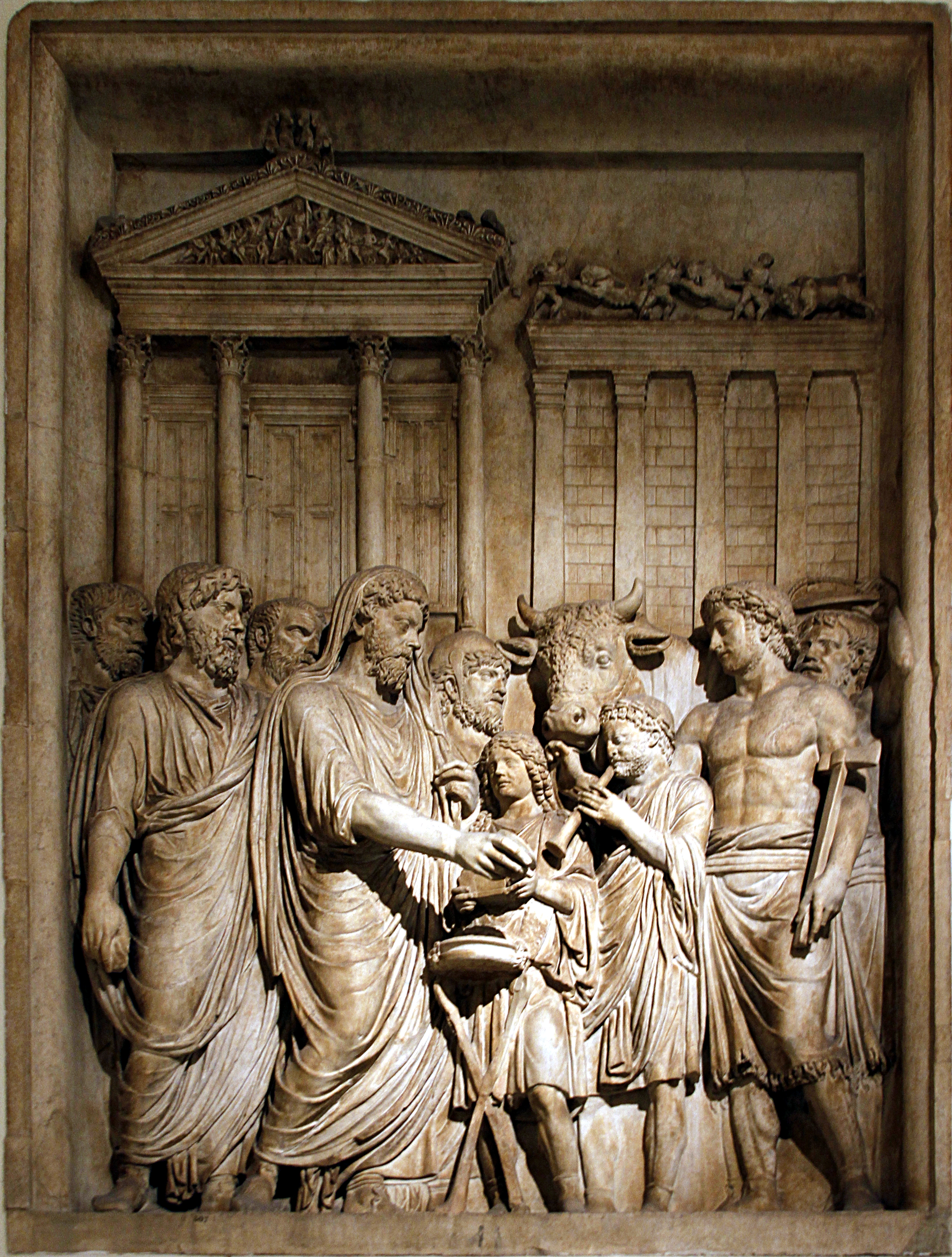
На заднем плане барельефа времён правления Марка Аврелия ― Капитолийский храм (слева) и Храм Юпитера Хранителя (справа)

Храм Юпитера Хранителя ― ныне утраченное древнеримское культовое сооружение в честь Юпитера. Располагалось на Капитолийском холме в Риме. 
Храм был построен во время правления императора Веспасиана по инициативе его сына Домицианом. В год четырёх императоров (69 г. н.э.) Рим охватили беспорядки, враги отца Веспасиана и сторонники Вителлия пытались схватить Домициана, но ему удалось бежать из города с частью преданных ему людей и найти прибежище в Капитолии. Нападавшие преследовали их там и подожгли великий Капитолийский храм. Домициану едва удалось скрыться ночью в доме хранителя святилища. В благодарность за его спасение он позже построил часовню в этом месте в честь Юпитера Хранителя (Jupiter Custos). Рельефы на мраморном алтаре в часовне изображали спасение будущего императора.
После того, как Домициан пришёл к власти, он приказал построить вместо часовни большой храм. В целле здания храма есть образ бога Юпитера, покровителя и защитника императора.
Внешний вид храма известен современным исследователям благодаря тому, что он изображен на барельефе Арки Траяна в итальянском городе Беневенто.